# Altri casi per il commissario Montalbano
Altri casi per il commissario Montalbano è un'opera di Andrea Camilleri, pubblicata nel mese di novembre del 2011, che raccoglie tre inchieste del commissario Montalbano: Il giro di boa, La pazienza del ragno e La luna di carta. Il libro è corredato da una nota dell'autore che commenta così i tre romanzi:
- Il giro di boa fu scritto dopo gli avvenimenti del G8 di Genova. La dura repressione della Polizia in quella città e la notizia che sulle coste italiane si svolgeva un traffico di vendita di bambini indignarono particolarmente l'autore che ne accennò nel romanzo.
- La pazienza del ragno fu quella che Camilleri osservò nell'azione di tessitura che lentamente ma con costanza quell'insetto compiva tra i rami di un albero. Da qui l'idea di descrivere in un romanzo la paziente tela intessuta per distruggere socialmente una vittima senza ricorrere a nessuna manifesta violenza.
- La luna di carta l'autore la scrisse dopo aver ascoltato le confidenze di un amico che gli raccontava come fosse stato tradito sia dalla moglie che dall'amante e di come le due donne, divenute amiche, si divertissero a mentirgli per il gusto di schernirlo. Camilleri allora pensò di porre Montalbano in una situazione simile: manovrato da due donne dalle quali il commissario si sente irresistibilmente attratto.

## Edizioni
- Andrea Camilleri, Altri casi per il commissario Montalbano, Prima ed., collana Galleria, Sellerio Editore, 2011,  pagg.602, ISBN 978-88-389-2599-3.